# Seirei Gensōki
Seirei Gensōki (精霊幻想記?), también conocida como Seirei Gensouki: Crónicas de los espíritus en España, es una serie de novelas ligeras japonesas escritas por Yuri Kitayama e ilustradas por Riv. Comenzó a serializarse en línea en febrero de 2014 en el sitio web Shōsetsuka ni Narō. Posteriormente fue adquirida por Hobby Japan, que ha publicado dieciocho volúmenes desde octubre de 2015 bajo su sello HJ Bunko. Una adaptación al manga con arte de tenkla se serializó en línea a través del sitio web Comic Fire de Hobby Japan entre octubre de 2016 y febrero de 2017, y se suspendió debido a la mala salud del artista. Una segunda adaptación con arte de Futago Minaduki ha sido serializada a través del mismo sitio web desde julio de 2017 y se ha recopilado en cinco volúmenes tankōbon.  Una adaptación a serie de anime producida por TMS Entertainment en colaboración con WAO World se estrenó 5 de julio de 2021. En el sitio oficial para la adaptación al anime de las novelas ligeras se publicó un video especial anunciando la producción de una segunda temporada del proyecto el cual se estrenó el 8 de octubre de 2024.

## Sinopsis
Haruto Amakawa es un joven que murió antes de reunirse con su amiga de la infancia que desapareció hace cinco años, mientras que Rio es un niño que vive en los suburbios y que busca venganza por el asesinato de su madre que ocurrió cuando él tenía cinco años. La Tierra y otro mundo, dos personas con antecedentes y valores completamente diferentes. Por alguna razón, los recuerdos y la personalidad de Haruto, que debería haber muerto, resucitan e invaden en el cuerpo de Rio. Mientras los dos están confundidos por la fusión de sus personalidades, Rio decide vivir en este nuevo mundo.
Junto con los recuerdos de Haruto, Rio despierta un “poder especial” y parece que, si lo usa bien, podría vivir una vida mejor. Pero antes de ello, Rio se topa con la escena de un secuestro, que resulta ser de una princesa del Reino Bertram, en el que vive. Después de salvarla, Rio recibe una beca de estudios en la Academia Real, una escuela para jóvenes ricos y poderosos. Sin embargo, ser un chico pobre y huérfano en una escuela de nombre lo convierte para él en un lugar sumamente detestable.

## Personajes
Haruto Amakawa (天川春人 Amakawa Haruto?) / Rio (リオ?)
 Seiyū: Yoshitsugu Matsuoka, Emilio Treviño (español latino, temporada 1), Carlos Eduardo Guilbert (español latino, temporada 2), Ayaka Suwa (niño)
Huérfano de los suburbios de la capital del Reino, Bertram. En realidad, es la reencarnación de Haruto Amakawa, quien murió debido a un desafortunado accidente en Japón. Su rasgo más llamativo es su cabello negro, que es extremadamente raro entre la población y su aspecto andrógino, que eran una combinación de sus rasgos de su vida anterior y actual, lo que lo convierte en el más distinguible entre los huérfanos. Ha jurado vengarse del asesino de su madre, pero su destino cambió drásticamente después de que despertó a los recuerdos de su vida anterior como Haruto. Sus personalidades se fusionaron en una sola mente con Haruto y Rio, compartiendo el control sobre el cuerpo y la mente. Después, en un giro repentino del evento, se vio arrastrado por un incidente de secuestro en el que de alguna manera salvó a la princesa secuestrada, como recompensa, se le permitió inscribirse en el Instituto Real del Reino Bertram, solo para involucrarse en sus disputas políticas. Posteriormente, debido a una falsa acusación, se convirtió en fugitivo antes de graduarse y se vio obligado a escapar del país. Se va al este, a la patria de sus padres, donde trató de encontrar sus raíces y arreglar su desorden de personalidad, más tarde, regresó al oeste con una nueva identidad usando su nombre de vida anterior, con el objetivo de vengarse de los enemigos de sus padres.
Celia Claire (セリア＝クレール Seria Kurēru?)
 Seiyū: Akane Fujita, Montserrat Aguilar (español latino)
Celia era la maestra de Rio y su única compañera cuando estudiaba en Bertram Royal Academy. Durante su estadía en la academia, ella lo ayudaría siempre que pudiera y Rio haría lo mismo por ella. Por ejemplo, el primer día de clases, ella le enseñó a leer números después de saber que no sabía leer ni escribir números. Por otro lado, Rio ayudaría a limpiar su laboratorio, preparar té y bocadillos para la pausa del té y organizar su material de investigación (aunque, Rio ayudó porque no podía tolerar la habitación desordenada de Celia). Gradualmente se enamora de Rio, y solo se enteró después de que Rio decidió dejar el país cuando fue acusado de intento de asesinato hacia la realeza. Cuando Rio regresó al reino de Bertram para visitarla, descubrió que Celia se vio obligada a celebrar una boda política con Charles Arbour como su séptima esposa. Rio la salvó secuestrándola frente a todos los invitados y Charles Arbour. Durante su estadía con Rio en Rock House, Celia aprende a percibir el poder mágico y algo fundamental en la magia espiritual. Cuando Rio regresó de la fiesta nocturna en el reino de Galurk, le ofreció ayudarla a conocer a sus padres. Celia se encuentra actualmente en medio de ir a la Resistencia junto con la Primera Princesa, Christina y su guardia real.
Aishia (アイシア?)
 Seiyū: Yūki Kuwahara, Itzel Mendoza (español latino)
Aisia es el espíritu contratado de Rio, está dispuesta a hacer cualquier cosa por la felicidad de Haruto. Rio sabe que ella es un espíritu de clase alta después de conocer al espíritu del árbol gigante, Dryad.
Latifa (ラティーファ Ratīfa?)
 Seiyū: Tomori Kusunoki, Melissa Gutiérrez (español latino)
Latifa fue al principio, la supuesta enemigo de Rio. El duque Huguenot la ha esclavizado y entrenado para que sea una asesina despiadada al encadenarla con un collar de sumisión. Afortunadamente para ella, Rio era demasiado fuerte para ella: la venció y le quitó el cuello. Latifa decidió seguir a Rio en su viaje, a pesar de ser liberada, declaró que estar sola da más miedo que ser una esclava. Se convirtió en su hermana pequeña adoptiva y muy apegada a Rio. Rio decidió cruzar las fronteras entre la región de Strahl y lo salvaje solo para dejarla conocer a la gente de los espíritus. Está fuertemente implícito que tiene sentimientos románticos por Rio (también debido a su pasado como Suzune en Japón), y está muy celosa de otras chicas cuando interactúan con Rio (Miharu, Alma, Orphia, Sara, etc).
Miharu Ayase (綾瀬美春 Ayase Miharu?)
 Seiyū: Sayaka Harada, Varenka Carrillo (español latino)
Es el primer amor y amigo de la infancia de Haruto (la encarnación anterior de Rio). En el volumen 4, Rio (el Haruto reencarnado), encontró a Miharu y compañía en el bosque. Rio estaba confundido sobre cómo interactuar con ella nuevamente ya que sus valores morales eran diferentes a los de cuando era Haruto. También detestaba la idea de involucrar a Miharu y sus seres queridos en su venganza hacia Lucius. Esto se debió al hecho de que se sentía culpable de matar personas a pesar de ser necesario. Por lo tanto, sintió que no está calificado para estar cerca de ella ni está calificado para alcanzar la felicidad. Más tarde, Aishia le otorgó un sueño a Miharu, un sueño sobre Haruto después de que se separaron y Rio antes de que volvieran a reunirse. Esto estimuló a Miharu a acercarse a Rio de manera más agresiva (en comparación con su personalidad tímida / tímida habitual). Aishia también advirtió a Miharu que Rio es una persona amable pero cobarde, ya que no quiere que las personas que ama entren en su vida porque puede terminar lastimándolas. También dice que si Miharu quiere volver al lado de Haruto una vez más, hay una oportunidad para hacerlo, cuando él reveló su verdadera identidad y le dijo que no huyera si llegaba esa oportunidad. Gracias a Satsuki que le dio un consejo a Haruto, él puede aceptarse a sí mismo y a Miharu una vez más. Más tarde le dice a Takahisa Sendo que se enamoró de Haruto como su pasado y como Rio, Takahisa intenta secuestrar a Miharu pero Rio vino y la salvó.
Christina Beltrum (クリスティーナ＝ベルトラム Kurisutīna Berutoramu?)
 Seiyū: Sayumi Suzushiro, Miriam Aceves (español latino)
Rio se encuentra por primera vez con la princesa Christina en el barrio pobre mientras buscaba a su hermana secuestrada, Flora. La princesa no supo interactuar con la gente común y lo abofetea porque cree que secuestró a su hermana. Durante el tiempo de la academia ella evita hablar con él y no se opone a incriminarlo para el ejercicio al aire libre. Rio se reunió con ella en el banquete en el reino de Garlac presentando al héroe Satsuki, a pesar de ser observada por la facción Arbor, ella le agradeció en secreto por salvar a su hermana en Amande. Después, Rio se reencuentra con ella mientras acompaña a Celia en Cleia. Christina escapó de la facción Arbour y le pidió ayuda para ir a Rodania. Al ver la confianza entre Rio y Celia, sospecha que Haruto es Rio, una sospecha confirmada por Reiss más tarde.
Flora Beltrum (フローラ＝ベルトラム Furōra Berutoramu?)
 Seiyū: Kaede Hondo, Xóchitl Ugarte (español latino)
La segunda princesa del Reino de Beltram y hermana menor de Christina Beltram. Ella es amable por naturaleza, por lo tanto amada por la gente. Matriculado en el Instituto Real 1 año por debajo de Rio. Debido a su historia pasada en el reino de Beltram (acusación falsa en su contra), Rio es extremadamente cauteloso con Flora. Al mismo tiempo, no le guarda rencor a la princesa Flora, ya que ella sabe que ella no lo incriminó en el ejercicio al aire libre, esperaba no encontrarse nunca con ella (volumen 7). Flora es la primera del reino de Beltram en reconocer a Rio a pesar de su disfraz. Durante la era de la academia, Flora estaba triste al ver el trato que Rio recibió de los nobles y siempre quiso hablar con él. Flora siente una gran admiración por Rio.
Roanna Fontaine (ロアナ＝フォンティーヌ Roana Fontīnu?)
 Seiyū: Sayaka Kaneko, Monserrat Mendoza (español latino)
es una chica noble de la casa Fontine del Reino de Beltram, una casa famosa por los buenos resultados en la investigación de la magia y la alta aptitud para la magia de sus miembros, durante su infancia fue compañera de juegos y amiga de Christina y Flora pero incluso ella siempre mantuvo una distancia respetuosa de ella debido a la diferencia de estatus entre ellos, durante su tiempo en la academia junto con Christina se convirtió en la representante de la clase y sus calificaciones escolares siempre estuvieron justo por debajo de las de Christina y Rio. Más tarde escapó del reino junto con la princesa Flora y se unió al grupo de Restauración fundado como asistente del héroe y ahora como prometida de Hiroaki. Durante su tiempo en la academia, ella siempre se mantuvo alejada de Rio, cuando lo volvió a encontrar como Haruto, lo respetó como el suyo y el salvador de Flora.
Alfred Emerle (アルフレッド＝エマール Arufureddo Emāru?)
 Seiyū: Kenji Hamada
Alfred Emerle es la espada del Rey y el caballero más fuerte del Reino Beltrum.
Charles Arbor (シャルル＝アルボー Sharuru Arubō?)
 Seiyū: Atsushi Tamaru
Hijo del duque Helmut Arbor. Fue el vicecomandante de la guardia real hasta el secuestro de Flora, trató de obligar a Rio a confesar falsamente ser el secuestrador de Flora y lo torturo solo para proteger su posición o evitar la vergüenza. Flora se despertó a tiempo y atrapó a Charles, confirmando a Rio como su salvador. Indignado por sus intentos, Charles es degradado más tarde de la guardia real. Luego usaría un pacto secreto con Reiss para tomar el control de una nueva orden de caballeros e intentaría obligar a Celia a casarse con él después de acusar a su padre de traición. Actualmente, es hecho prisionero de guerra después de ser capturado por Haruto, sin saber que es Río.
Reiss Vulfe (レイス＝ヴォルフ Reisu Vuorufu?)
 Seiyū: Kōji Yusa
Un embajador del Imperio Proxia y prácticamente el cerebro detrás de todo lo que sucede en la región de Stralh.
Liselotte Cretia (リーゼロッテ＝クレティア Rīzerotte Kuretia?)
 Seiyū: Nao Tōyama
Es la hija menor y la única hija de la familia Cretia, una prominente familia noble en el Reino de Galwark. Ella es la hija noble más buscada en todo el país e incluso puede considerarse una flor inalcanzable. Se graduó de la academia real saltando de grado varias veces, construyó un negocio que se convirtió en empresas internacionales famosas en los países vecinos, se convirtió en gobernadora y desarrolló una ciudad que obtuvo de sus padres en una de las ciudades más prósperas del reino, todo mientras ella todavía tiene solo 15 años. Una chica hermosa e inteligente con conexión de rango de duque, una ciudad próspera y una compañía exitosa, todo eso caería en manos de cualquier hombre que la atrajera, atraída por eso, Liselotte se volvió tan buscada después de seguir recibiendo propuestas de matrimonio de nobles de todas partes. el país, incluso hasta el mismo rango de duque. Sin embargo, no hay nadie que logre tomar su mano con éxito, tampoco hay noticias ni rumores de que se acerque a ningún hombre, ni siquiera interactúa con hombres afuera por negocios o trabajo, eso, hasta que llegó al Galwark Hero Party de presentación con Haruto como su compañero. Liselotte posee los recuerdos de Rikka Minamoto, una chica de secundaria de Japón. Como Rio, Liselotte no tenía idea porque cuando se conocieron, Rio llevaba una capucha con el objetivo de permanecer en un perfil bajo porque era un fugitivo. Mientras que Rio sospecha que Liselotte es una reencarnación debido a todos los artículos modernos que vende la firma Rikka, no tiene idea de que el empleado que lo atiende frente a él es la propia Liselotte. Como Haruto era un viajero, su relación comenzó bastante rígida, principalmente porque Haruto estaba siendo demasiado cauteloso con cualquier persona de la sociedad noble, tiene sospechas sobre Liselotte del gremio Rikka debido a la disponibilidad de elementos del mundo moderno, y pensó que Liselotte puede ser una amenaza si quiere mantener los secretos del gremio Rikka en secreto. En realidad es lo opuesto, Liselotte produce artículos modernos por soledad, ella esperaba encontrar a alguien que también se reencarnara como ella usando la mercancía arrugada moderna de su gremio como señal. Mientras Liselotte ve a Haruto como un hombre demasiado capaz, sus modales, su habilidad para conversar, negociar, su fuerza, todo sobre él es algo que nunca había visto antes en su vida como noble, después de verlo luchar en una incursión de monstruos, ella no puede ver todo el potencial de su fuerza y está asombrado por él.
Sara (サラ?)
 Seiyū: Hiyori Nitta
Es una chica lobo plateada, descendiente de uno de los ancianos de la aldea y un anciano principal gracias a poseer un contrato con un espíritu de clase media, miembro del grupo de guerreros de la aldea de los espíritus y una de las sacerdotisas y asistentes de Dryas. Cuando Rio comenzó su vida en la aldea, se le ordenó que viviera con él y Latifa y que los ayudara con cualquier cosa que pudieran necesitar durante ese tiempo, como una forma de compensar a Rio por el malentendido cuando entró en la barrera de la aldea y por ayudando a Latifa a adaptarse a su vida en el pueblo. Al mismo tiempo que Rio estaba aprendiendo la forma correcta de usar las artes espirituales de Orphia y Ursula, ella y Alma estaban a cargo de enseñar las artes espirituales de Latifa y el idioma y tradiciones de la gente espiritual, preparándola para ir a clases normales con el resto de los niños del pueblo. Después de ser derrotada por Rio después de su simulacro de batalla con Uzuma, ella comenzó a aprender artes marciales de él. Años más tarde, cuando Rio regresa al pueblo, ella, Orphia y Alma se encargarían de ayudar al grupo de Miharu a adaptarse al pueblo y luego transportarlos de regreso a la región de Stralh, allí protegerían la casa de la roca, Celia, Aki y Masato. mientras Rio está en la capital de Galark después del regreso de Rio y Miharu, ella, Orphia y Alma ayudarían a Rio a escoltar al grupo de Christina hasta Rodania. Sara también se enamoró de Rio.
Orphia (オーフィア Ōfia?)
 Seiyū: Yukina Shutō
Orphia es una aldeana en el pueblo espiritual. Cuando Rio comenzó a vivir en el pueblo, se le ordenó, junto con Sara y Alma, que vivieran con él y Latifa, y que los ayudaran con lo que necesitaran. Ella y Úrsula le enseñaron a Rio la forma correcta de usar las artes espirituales. Años más tarde, cuando Rio regresó a la aldea, ayudó al grupo de Miharu a adaptarse a la vida allí. Más tarde, ella, Sara y Alma ayudaron a Rio a transportarlos de regreso a la región de Stralh. Allí, los tres protegieron la Casa de la Roca. Después del regreso de Rio y Miharu, Sara y Orphia ayudaron al grupo de Christina a escapar de Creia y los escoltaron a Rodania.
Alma (アルマ Aruma?)
 Seiyū: Asuka Nishi
Una niña enana mayor descendiente de uno de los tres ancianos principales actuales y una futura anciana principal que será ella misma debido a tener un contrato con un espíritu de clase media, miembro del grupo de guerreros de la aldea de los espíritus y una de las sacerdotisas de Dryas. Cuando Rio comenzó a vivir en la aldea, se le ordenó junto con Sara y Orphia que vivieran con él y Latifa, como compensación por el malentendido cuando cruzó la barrera de la aldea y por ayudarlo a él y a Latifa con lo que pudieran necesitar. Al mismo tiempo que Rio estaba aprendiendo artes espirituales de Orphia y Ursula, ella y Sara estaban a cargo de enseñar las artes espirituales de Latifa, el idioma y las tradiciones del pueblo espiritual y prepararla para lecciones normales con el resto de los niños de la aldea, después de ver cómo Rio derrotó a Uzuma y comenzó a aprender artes marciales de él.
Lucius Orgueil (ルシウス・オルグィーユ Rushiusu Orugu~īyu?)
 Seiyū: Kōsuke Toriumi
Fue el hijo mayor y heredero de la Casa Orgueille, una casa noble de bajo rango del Reino de Beltram, hasta su caída fue el Candidato a la Espada del Rey al mismo tiempo que Alfred Emerle. Fue el responsable de violar y asesinar a Ayame Karasuki en frente de su hijo Rio. Es cruel y sádico, ya que su afición es matar a sus víctimas frente a sus personas importantes y dejar que algunos de esos testigos salgan con vida esperando que algún día regresen para vengarse, en su opinión el resentimiento es la especia de la vida y disfruta alimentando sus oponentes ensombrecen las emociones y se las envían de vuelta.

## Contenido de la obra

### Novelas ligeras
| Volúmenes de novelas ligeras publicadas | Volúmenes de novelas ligeras publicadas | Volúmenes de novelas ligeras publicadas | Volúmenes de novelas ligeras publicadas | Volúmenes de novelas ligeras publicadas                          |
| Número                                  | Fecha de publicación                    | ISBN                                    | Fecha de publicación                    | ISBN                                                             |
| --------------------------------------- | --------------------------------------- | --------------------------------------- | --------------------------------------- | ---------------------------------------------------------------- |
| 1                                       | 1 de octubre de 2015                    | ISBN 978-4-79861-098-6                  | 24 de junio de 2022                     | ISBN 978-84-125135-2-3 (físico) ISBN 978-84-125822-1-5 (digital) |
| 2                                       | 1 de diciembre de 2015                  | ISBN 978-4-79861-130-3                  | 17 de febrero de 2023                   | ISBN 978-84-125822-9-1 (físico) ISBN 978-84-126559-9-5 (digital) |
| 3                                       | 1 de marzo de 2016                      | ISBN 978-4-79861-186-0                  | 15 de marzo de 2024                     | ISBN 978-84-127870-5-4 (físico) ISBN 978-84-127870-9-2 (digital) |
| 4                                       | 1 de junio de 2016                      | ISBN 978-4-79861-235-5                  | —                                       | —                                                                |
| 5                                       | 1 de septiembre de 2016                 | ISBN 978-4-79861-283-6                  | —                                       | —                                                                |
| 6                                       | 29 de diciembre de 2016                 | ISBN 978-4-79861-343-7                  | —                                       | —                                                                |
| 7                                       | 1 de abril de 2017                      | ISBN 978-4-79861-429-8                  | —                                       | —                                                                |
| 8                                       | 1 de septiembre de 2017                 | ISBN 978-4-79861-516-5                  | —                                       | —                                                                |
| 9                                       | 29 de diciembre de 2017                 | ISBN 978-4-79861-606-3                  | —                                       | —                                                                |
| 10                                      | 31 de marzo de 2018                     | ISBN 978-4-79861-677-3                  | —                                       | —                                                                |
| 11                                      | 1 de septiembre de 2018                 | ISBN 978-4-79861-748-0                  | —                                       | —                                                                |
| 12                                      | 1 de diciembre de 2018                  | ISBN 978-4-79861-821-0                  | —                                       | —                                                                |
| 13                                      | 1 de abril de 2019                      | ISBN 978-4-79861-907-1                  | —                                       | —                                                                |
| 14                                      | 1 de agosto de 2019                     | ISBN 978-4-79861-977-4                  | —                                       | —                                                                |
| 15                                      | 30 de noviembre de 2019                 | ISBN 978-4-79862-058-9                  | —                                       | —                                                                |
| 16                                      | 1 de abril de 2020                      | ISBN 978-4-79862-186-9                  | —                                       | —                                                                |
| 17                                      | 1 de septiembre de 2020                 | ISBN 978-4-79862-260-6                  | —                                       | —                                                                |
| 18                                      | 1 de diciembre de 2020                  | ISBN 978-4-79862-367-2                  | —                                       | —                                                                |
| 19                                      | 1 de abril de 2021                      | ISBN 978-4-79862-478-5                  | —                                       | —                                                                |
| 20                                      | 1 de septiembre de 2021                 | ISBN 978-4-79862-552-2                  | —                                       | —                                                                |
| 21                                      | 1 de marzo de 2022                      | ISBN 978-4-79862-752-6                  | —                                       | —                                                                |
| 22                                      | 1 de agosto de 2022                     | ISBN 978-4-79862-887-5                  | —                                       | —                                                                |
| 23                                      | 1 de febrero de 2023                    | ISBN 978-4-79863-040-3                  | —                                       | —                                                                |
| 24                                      | 1 de agosto de 2023                     | ISBN 978-4-79863-240-7                  | —                                       | —                                                                |
| 25                                      | 1 de febrero de 2024                    | ISBN 978-4-79863-403-6                  | —                                       | —                                                                |

### Manga
| Volúmenes de manga publicados | Volúmenes de manga publicados | Volúmenes de manga publicados | Volúmenes de manga publicados | Volúmenes de manga publicados                                    |
| Número                        | Fecha de publicación          | ISBN                          | Fecha de publicación          | ISBN                                                             |
| ----------------------------- | ----------------------------- | ----------------------------- | ----------------------------- | ---------------------------------------------------------------- |
| 1                             | 27 de diciembre de 2017       | ISBN 978-4-79861-598-1        | 14 de abril de 2022           | ISBN 978-84-124336-9-2 (físico) ISBN 978-84-125135-6-1 (digital) |
| 2                             | 27 de junio de 2018           | ISBN 978-4-79861-716-9        | 24 de junio de 2022           | ISBN 978-84-125135-7-8 (físico) ISBN 978-84-125822-0-8 (digital) |
| 3                             | 27 de noviembre de 2018       | ISBN 978-4-7986-1809-8        | 28 de septiembre de 2022      | ISBN 978-84-125822-4-6 (físico) ISBN 978-84-125822-7-7 (digital) |
| 4                             | 26 de julio de 2019           | ISBN 978-4-79861-967-5        | 22 de diciembre de 2022       | ISBN 978-84-125822-8-4 (físico) ISBN 978-84-126559-2-6 (digital) |
| 5                             | 27 de abril de 2020           | ISBN 978-4-79862-200-2        | 14 de abril de 2023           | ISBN 978-84-126858-2-4 (físico) ISBN 978-84-126858-3-1 (digital) |
| 6                             | 26 de diciembre de 2020       | ISBN 978-4-7986-2374-0        | —                             | —                                                                |
| 7                             | 2 de agosto de 20212020       | ISBN 978-4-7986-2560-7        | —                             | —                                                                |
| 8                             | 30 de abril de 2022           | ISBN 978-4-7986-2650-5        | —                             | —                                                                |
| 9                             | 1 de febrero de 2023          | ISBN 978-4-7986-2995-7        | —                             | —                                                                |
| 10                            | 29 de septiembre de 2023      | ISBN 978-4-7986-3211-7        | —                             | —                                                                |

### Anime
Una adaptación de la serie al anime fue anunciada por Hobby Japón el 27 de noviembre de 2020. La serie está animada por TMS Entertainment y dirigida por Osamu Yamasaki, con Yamasaki, Mitsutaka Hirota, Megumu Sasano y Yoshiko Nakamura escribiendo los guiones, Kyoko Yufu diseñando los personajes, y Yasuyuki Yamazaki componiendo la música de la serie. A WAO World se le atribuye la cooperación en animación. La serie se estrenó el 5 de julio de 2021 en TV Tokyo, BS Fuji y AT-X. Marika Kouno interpreta el tema de apertura de la serie "New story", mientras que interpreta el tema de cierre de la serie "Elder flower". Crunchyroll obtuvo la licencia de la serie fuera de Asia. La serie tuvo 12 episodios.
El 28 de octubre de 2021, Crunchyroll anunció que la serie recibirá un doblaje tanto en inglés como en español latino, que se estrenó el 27 de diciembre de 2021.
Se anunció una segunda temporada el 5 de noviembre de 2021. Hiroshi Kubo dirige la segunda temporada, mientras que Osamu Yamasaki, que dirigió la primera temporada del anime, supervisará. Se estrenó el 8 de octubre de 2024.